# Notre-Dame (Champdeniers)

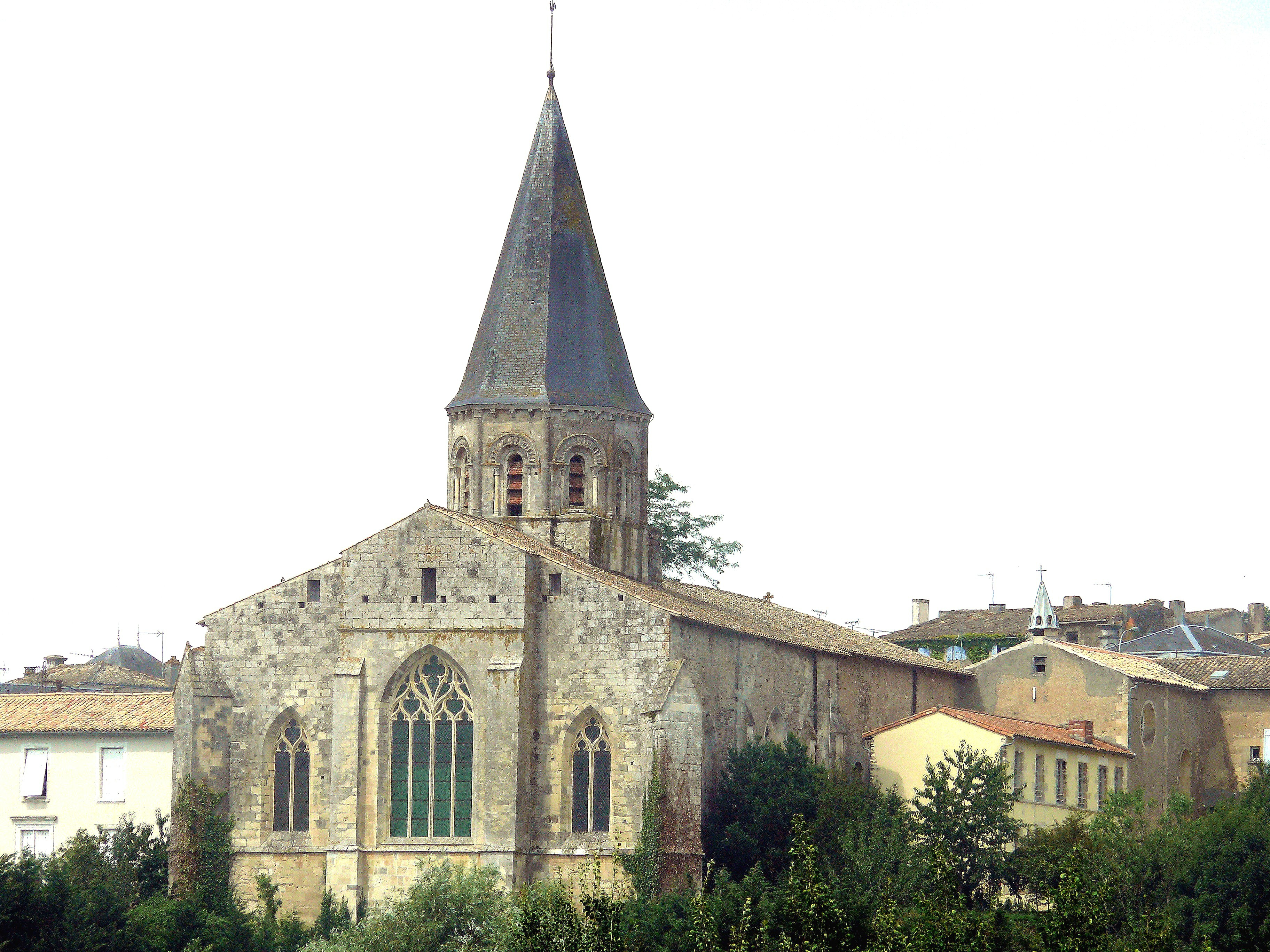
Champdeniers – Kirche Notre-Dame mit romanischem Vierungsturm und spätgotischem Flachchor

Die ehemalige Prioratskirche Notre-Dame de Champdeniers steht am Rand eines Hügels in der französischen Gemeinde Champdeniers im Département Deux-Sèvres (Region Nouvelle-Aquitaine). Sie gehörte einst zum Besitz der knapp 40 Kilometer westlich gelegenen Abtei Maillezais. Das Bauwerk ist seit dem Jahr 1862 als Monument historique klassifiziert.

## Baugeschichte

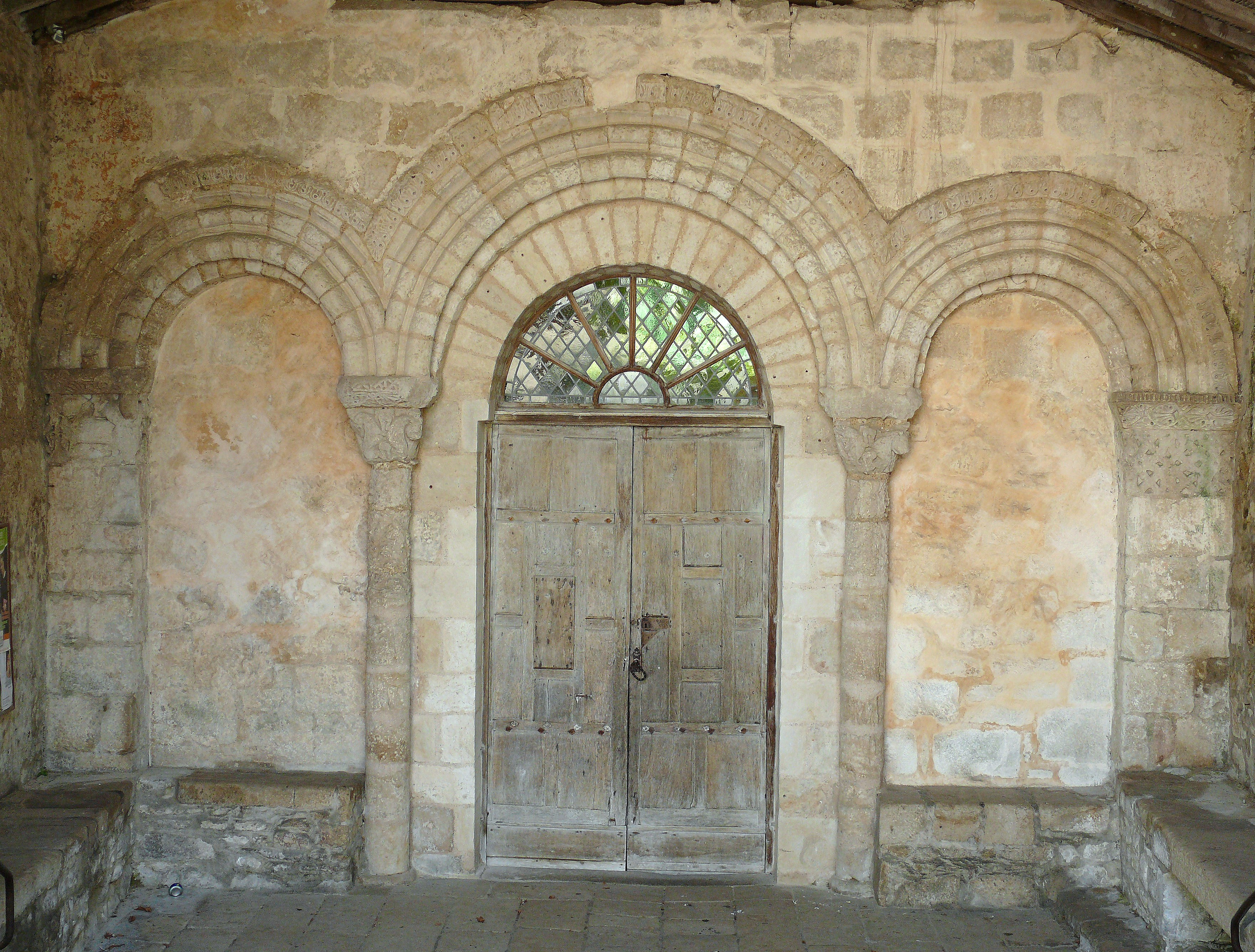
Champdeniers – Notre-Dame, überdachter Vorbau mit Sitzbänken und schlichtem Westportal ohne Tympanon

Das in romanischen Stilformen erbaute Langhaus der ehemaligen Prioratskirche Notre-Dame von Champdeniers stammt möglicherweise noch vom Ende des 11. Jahrhunderts. Der Vierungsturm wurde im 12. Jahrhundert aufgesetzt. Der Chor wurde im 15. Jahrhundert im spätgotischen Stil umgestaltet; er erhielt einen geraden Chorschluss mit drei Maßwerkfenstern.

## Architektur

### Fassade
Die Fassade ist sehr einfach gestaltet – sie besteht eigentlich nur aus einer unverzierten aber mit einer Giebelfront versehenen Wandfläche mit zwei seitlichen und zwei mittleren Strebepfeilern zur statischen Stabilisierung des Mauerwerks. Oberhalb und zu beiden Seiten des Portals sind drei kleine – nur einfach zurückgestufte – Fenster in das Mauerwerk eingelassen.
Das überaus schlichte und – im Vergleich zu den anderen Kirchenbauten im Poitou – beinahe archaisch wirkende Portal ist dreigeteilt: Die mittlere Arkade bildet den eigentlichen Eingang; die beiden – etwas niedrigeren – seitlichen Arkaden sind blind. Drei einfache, undekorierte aber schön abgestufte Archivolten bilden den oberen Abschluss; sie ruhen auf vorgelegten Pfeilern (außen) bzw. auf Säulen (innen) – wie im Poitou üblich fehlt ein Tympanon. Bereits in dieser einfachen Form ist das antike Triumphbogenschema erkennbar, welches in der Folge an vielen späteren Kirchenbauten im Poitou und in der Saintonge variiert wird.
Der kleine überdachte Fassadenvorbau mit seinen Bänken, die sich in den beiden seitlichen Blendarkaden des Portals fortsetzen, dürfte nicht ursprünglich sein, sondern in späterer Zeit – vielleicht aus Stabilitätsgründen – angebaut worden sein. Auch besteht die Möglichkeit, dass ein solcher Vorbau ehemals von den Männern des Dorfes für Beratungen, Gerichtssitzungen etc. genutzt wurde.

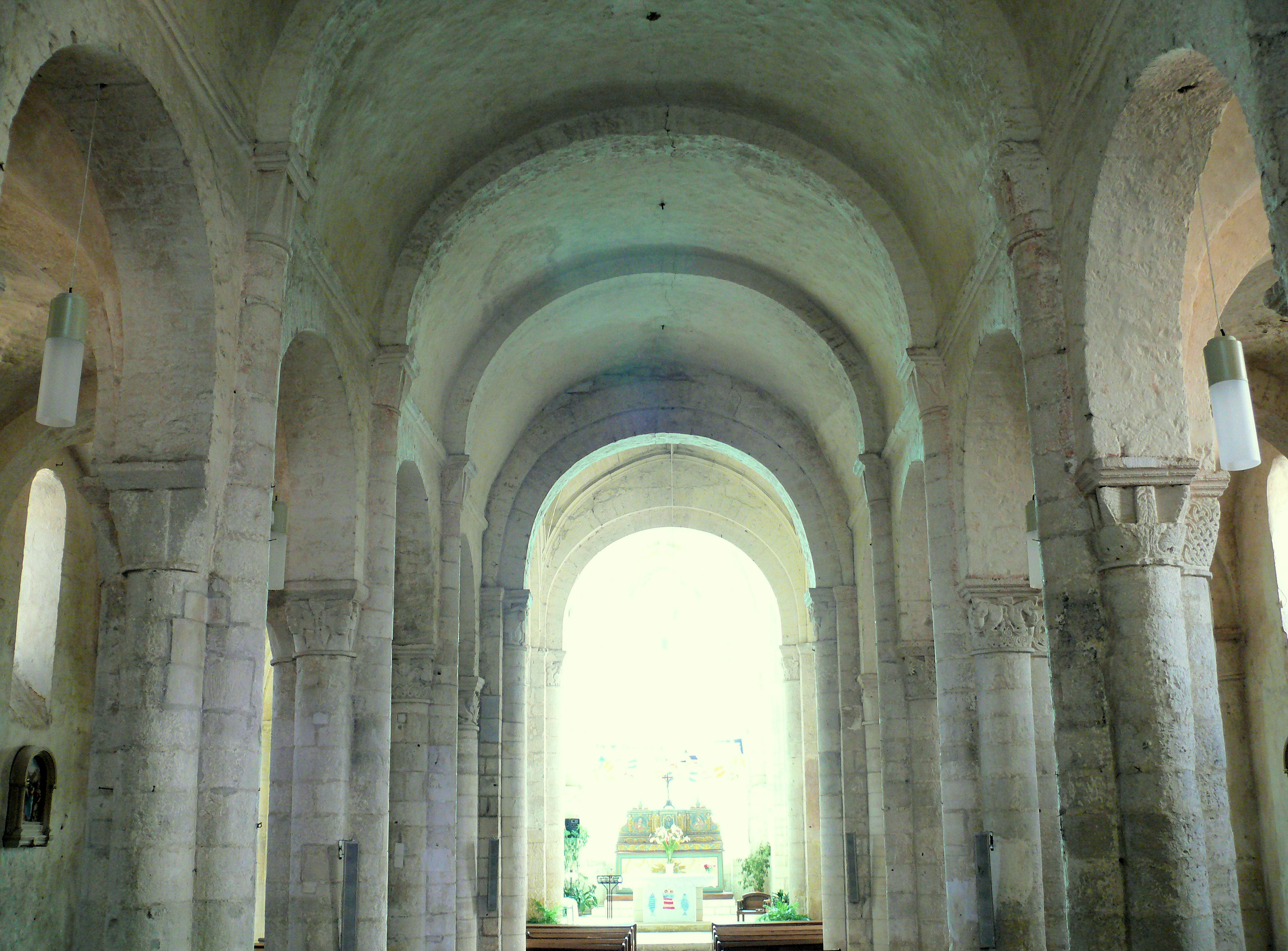
Mittelschiffstonne oberhalb der Kreuzgratgewölbe der Seitenschiffe

### Langhaus
Das Mittelschiff des Langhauses ist mit einer Längstonne gedeckt, die von Gurtbögen gegliedert wird. Die Kreuzgratgewölbe der beiden Seitenschiffe liegen insgesamt unterhalb des Tonnengewölbes, so dass sich eine Pseudobasilika ergibt. Die Arkaden zwischen den Schiffen werden von frühen Bündelpfeilern aus hellem Kalkstein getragen.
Eine Vielzahl von Kapitellen bildet die einzige, aber höchst sehenswerte Bauzier des ansonsten undekorierten Kirchenraumes: Die meisten sind mit vegetabilischen Motiven oder mit Fabelwesen (Chimären) geschmückt; mehrere Flechtbandmotive sind ebenfalls zu sehen. Einige wenige zeigen auch menschliche Figuren in einem sehr archaischen Stil – jedoch ist kein einziges biblisches Thema erkennbar.

### Chor

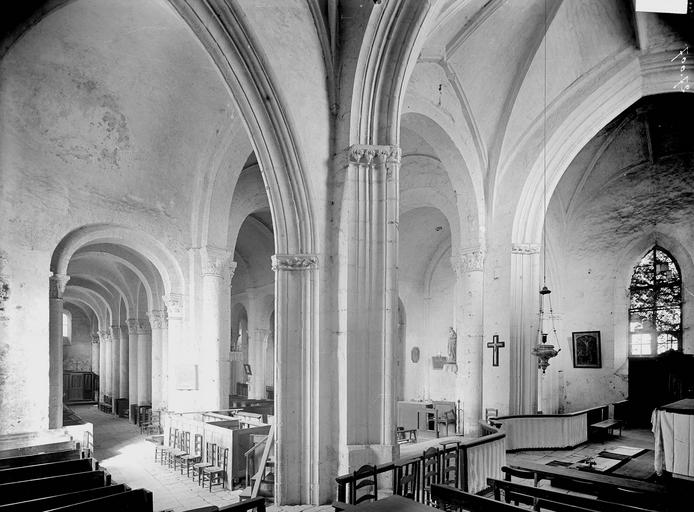
Chor, Blick zum Langhaus; hinter dem Pfeiler im Vordergrund die romanische Vierung

Der im 15. Jahrhundert gotisch umgestaltete Chorbereich ist mit geringeren Höhenunterschieden eine Staffelhalle und hat einen geraden Chorschluss, der von vier Strebepfeilern (jeweils zwei in den Ecken und in der Mitte) stabilisiert wird. Er wird dominiert von einem großen mittleren Maßwerkfenster, dessen teilweise erhaltene originale Verglasung wahrscheinlich aus dem Ort selbst stammt, denn für das ausgehende Mittelalter ist die Ansiedlung einer Glaswerkstatt bezeugt. Der Chor hat insgesamt drei spätgotische Fenster und beherbergt mehrere Altäre aus der Barockzeit. Die Schlusssteine des Rippengewölbes tragen das Wappen der Herren von Rochechouart, die wahrscheinlich zur Finanzierung des Umbaus beigetragen haben.

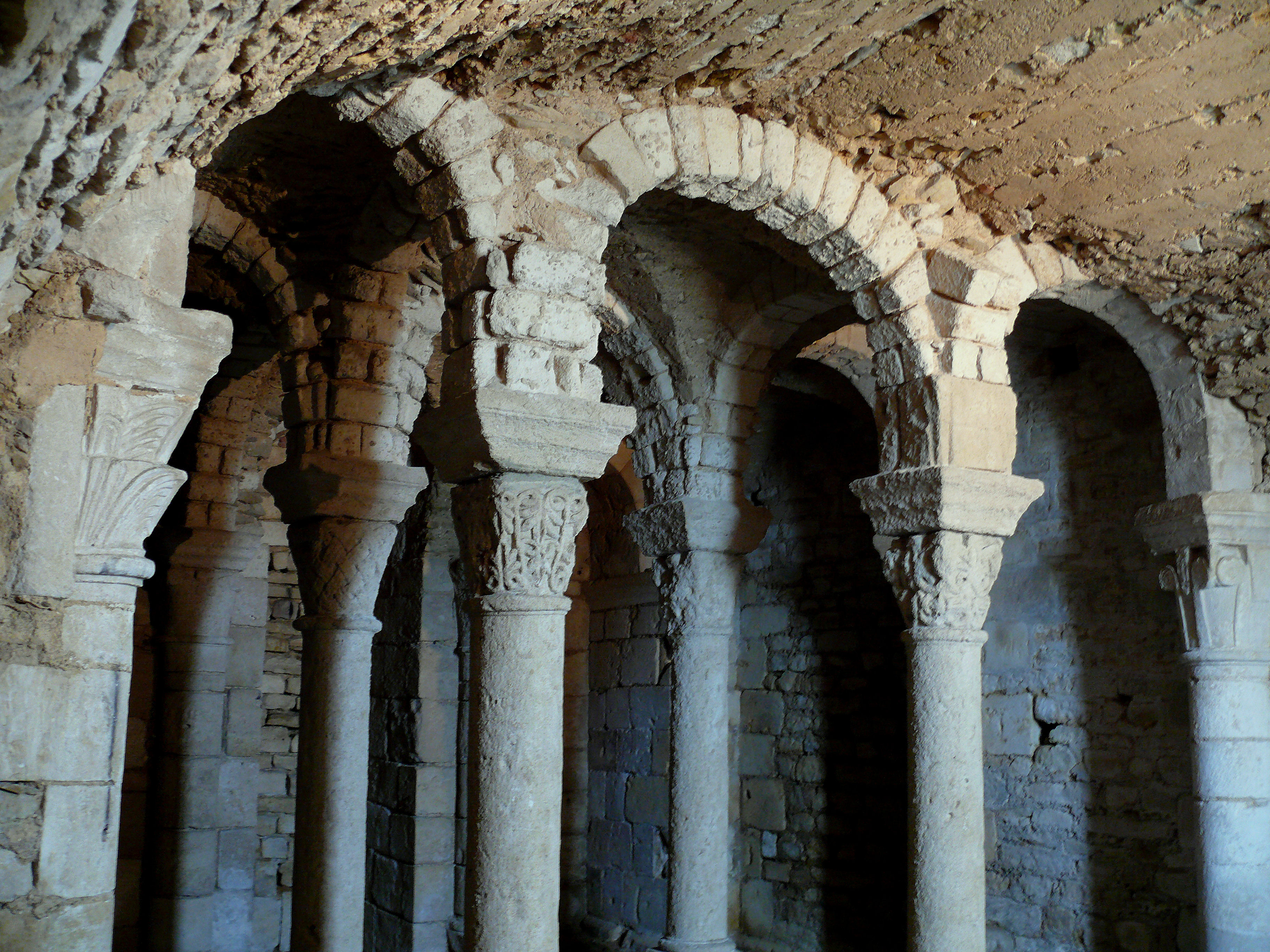
Champdeniers – Notre-Dame, Krypta

### Krypta
Unter dem ehemals viel kleineren Chorbereich mit einer romanischen Apsis befindet sich eine – im Poitou einzigartige – Krypta, deren einfache Gratgewölbe auf monolithischen Säulen ruhen; deren Basen stehen ihrerseits wiederum auf ca. 50 cm hohen Pfeilerstümpfen. Die Steinmetzarbeit an den vier schlanken Kapitellen ist deutlich 'primitiver' als an denen des Langhauses.
Die Krypta ist ursprünglich wohl nur deshalb gebaut worden, weil das Gelände nach Osten, d. h. in Richtung Chorbereich, deutlich abfällt – mithin also zu Stabilisierungszwecken und wohl kaum zum Zweck der Reliquienverehrung.

### Vierungsturm
Der oktogonale Vierungsturm mit Schallöffnungen und einem Spitzhelm zeigt ein deutlich entwickelteres romanisches Formenrepertoire und dürfte dem 12. Jahrhundert zuzuordnen sein, wie auch in der Denkmaldatenbank vermerkt. Er ruht auf einem quadratischen Unterbau, der sich durch seine Rundbögen von den gotischen Spitzbögen der übrigen Chorpartie abhebt.
Derartige Vierungstürme sind im Poitou nicht selten, vgl. die drei romanischen Kirchen in Melle und die Prieuré St-Nicolas de Civray.

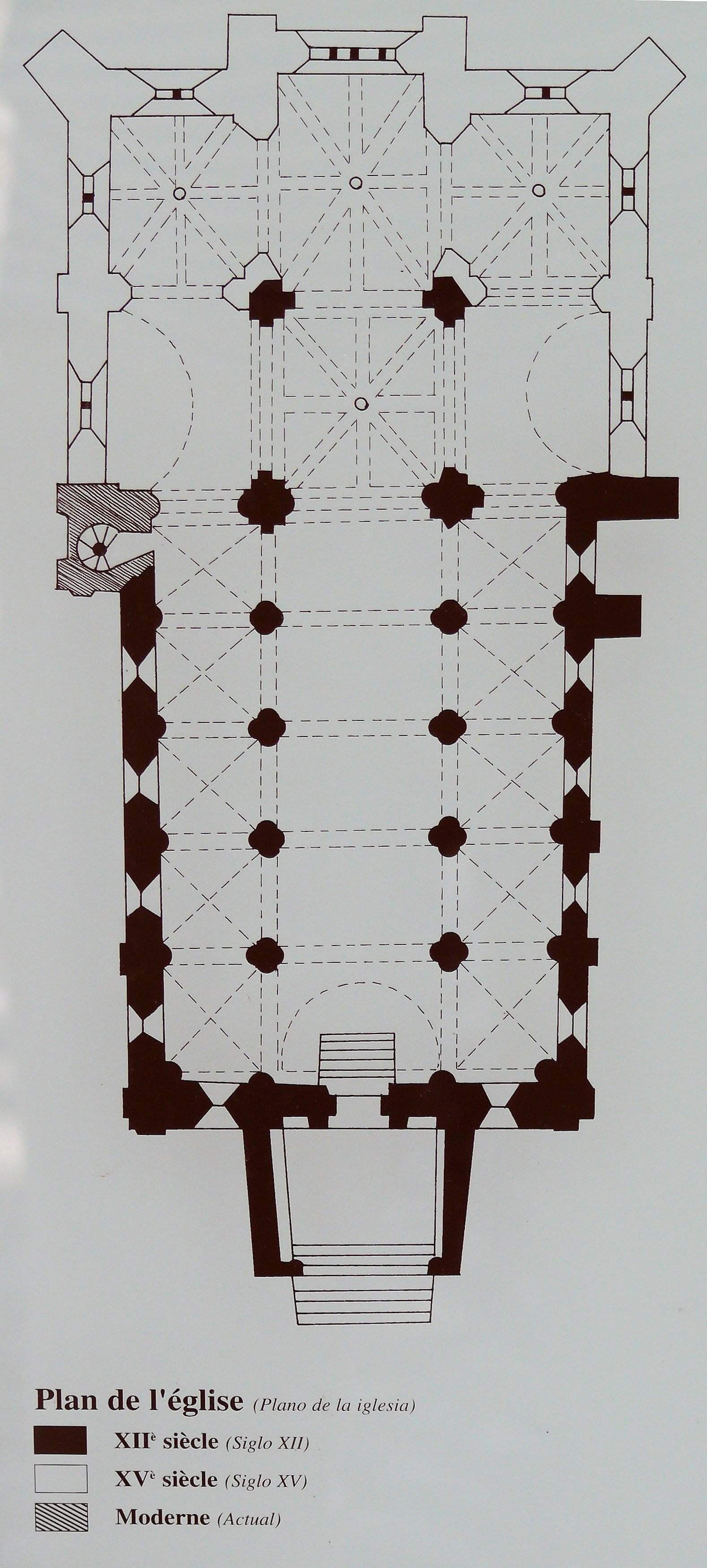
Champdeniers – Notre-Dame, Grundriss
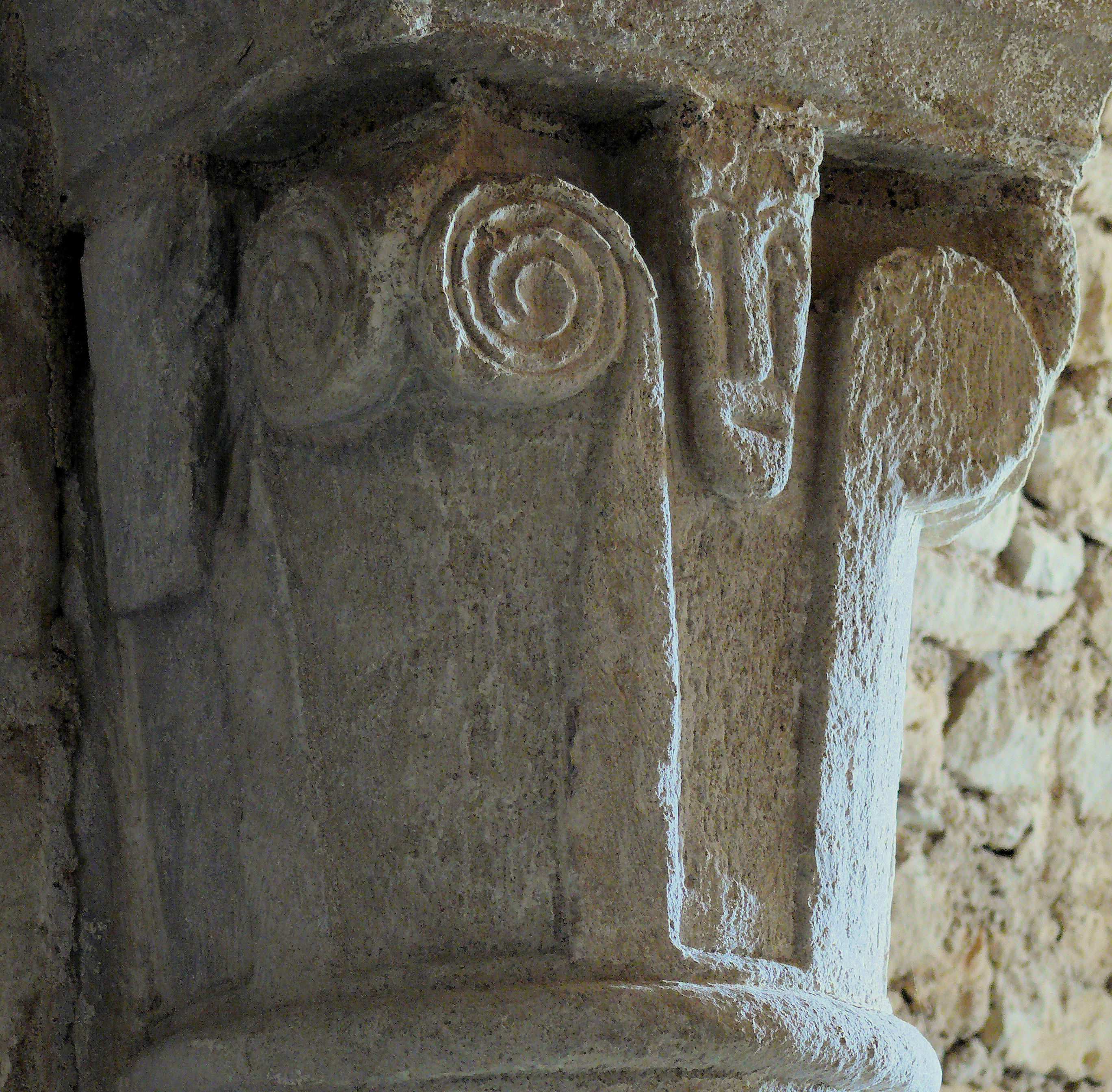
Champdeniers – Notre-Dame, Kapitell in der Krypta mit menschlicher Maske
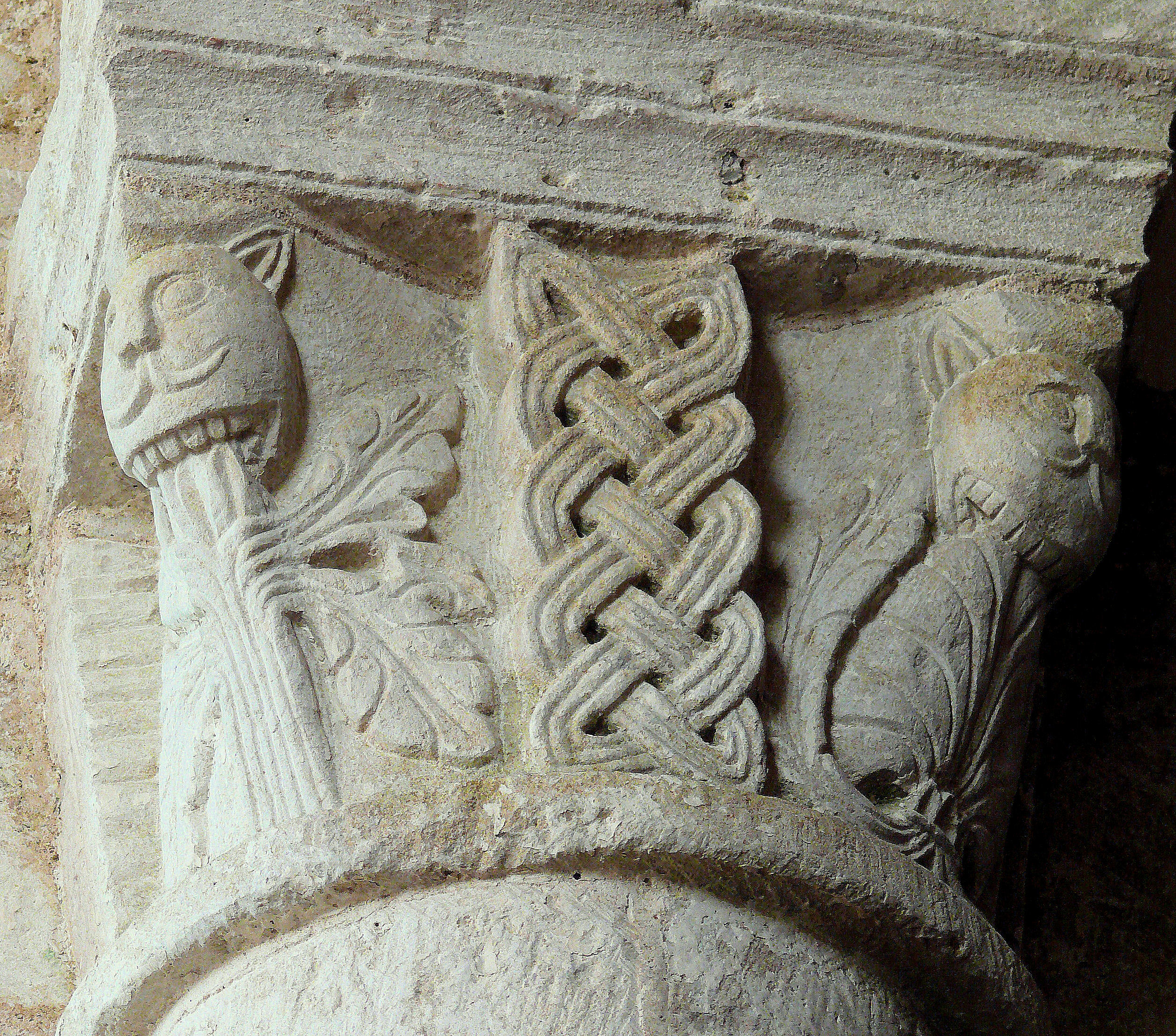
Champdeniers – Notre-Dame, Kapitell mit Löwenmasken, Blattwerk und Flechtbandzopf
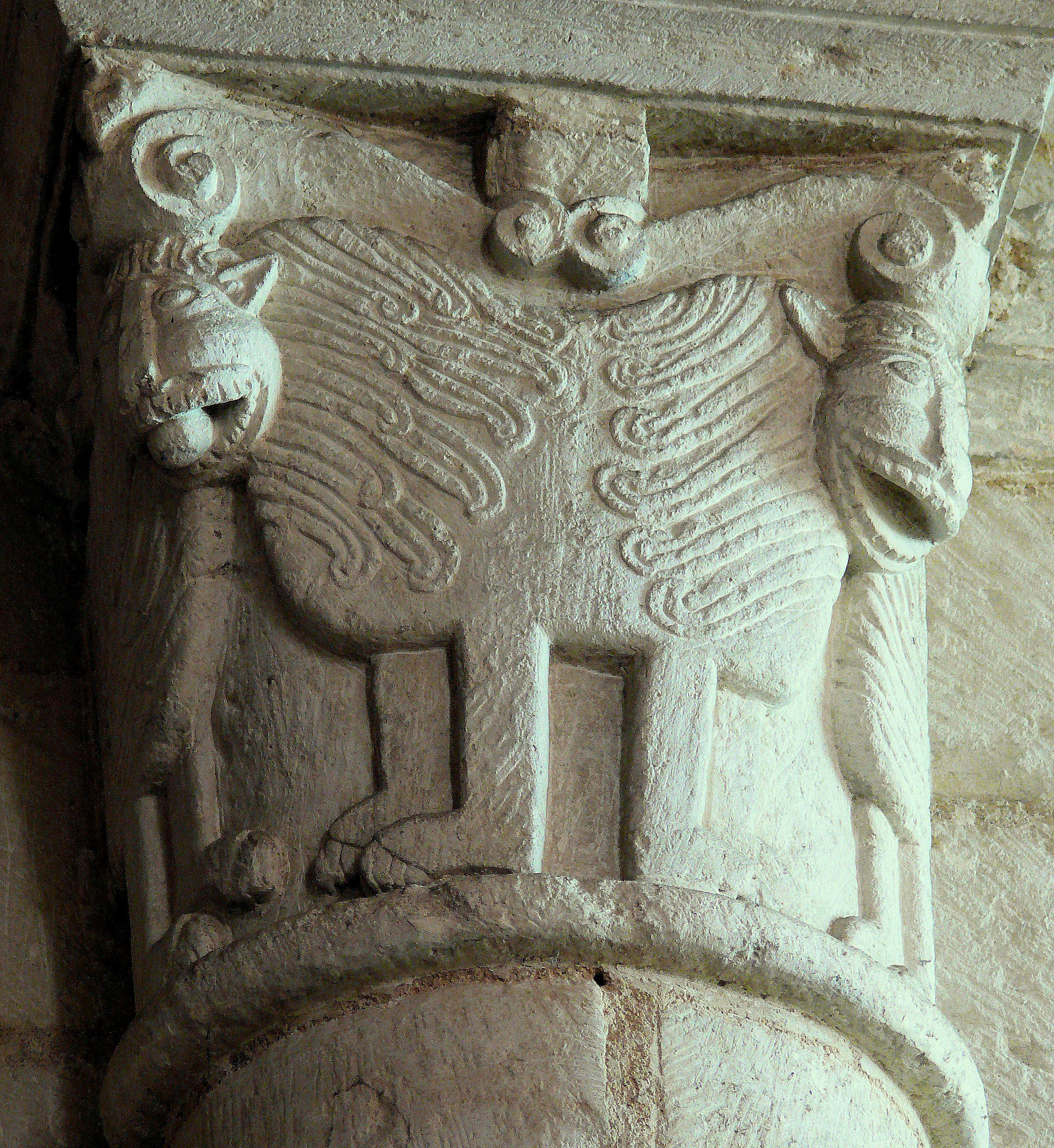
Champdeniers – Notre-Dame, Kapitell mit 'halben' Löwen

## Bedeutung
Die einfache, aber für die Bauzeit gegen Ende des 11. Jahrhunderts voll entwickelte ehemalige Prioratskirche von Champdeniers steht – für heutige Betrachter – am Anfang der großartigen Kirchenbauten im Poitou (Notre-Dame-la-Grande de Poitiers, Prieuré St-Nicolas de Civray, St-Pierre d’Aulnay, St-Hilaire de Melle).